# Karniowice (Chrzanów)
Pour les articles homonymes, voir Karniowice.
Karniowice est une localité polonaise de la gmina de Trzebinia, située dans le powiat de Chrzanów en voïvodie de Petite-Pologne.